# Plan Hindenburg

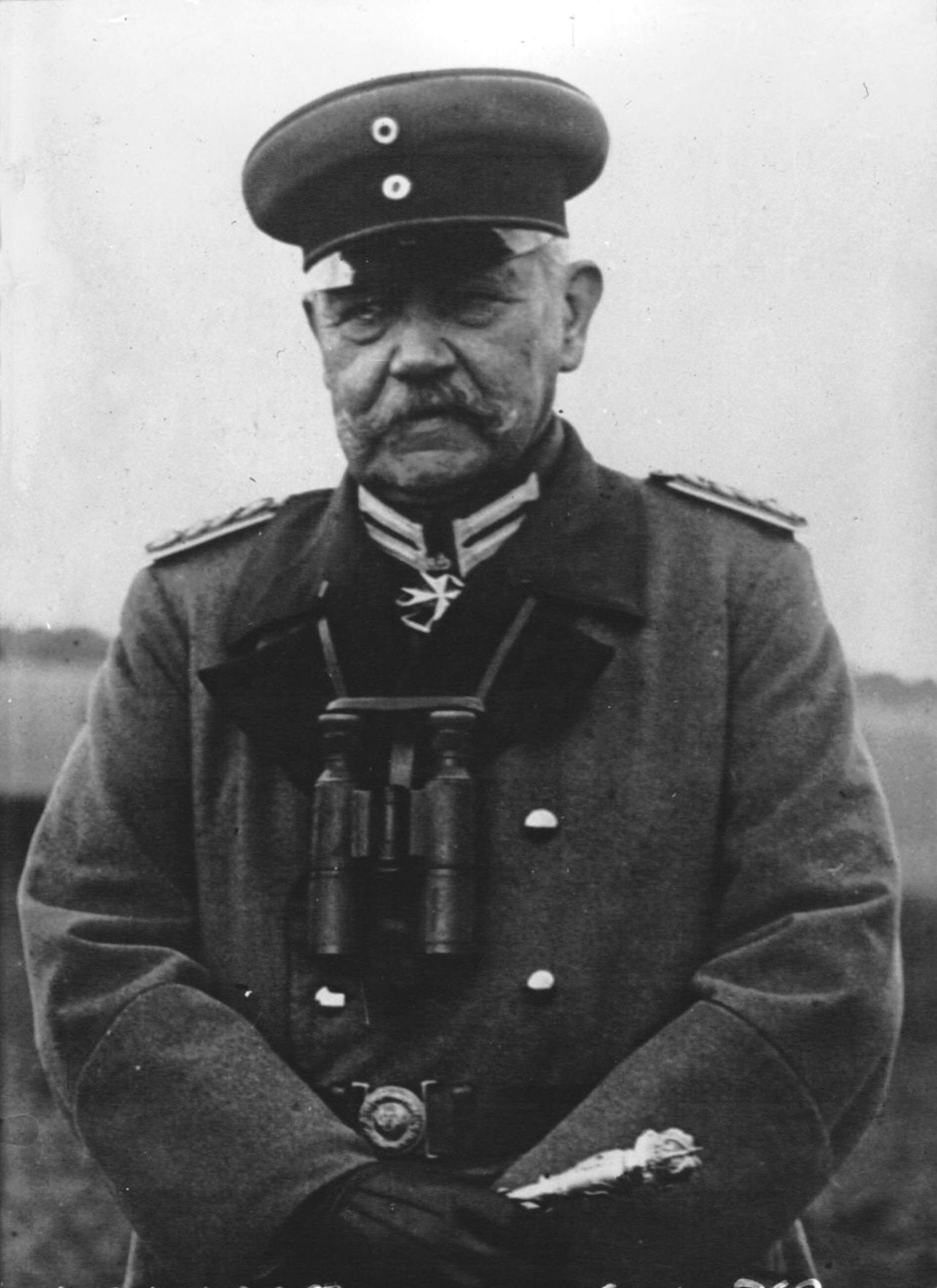
Paul von Hindenburg, ici en 1916, donne son nom au projet de gestion de l'économie de guerre proposé par son adjoint, Erich Ludendorff.

Le plan Hindenburg est une planification économique de la fabrication de matériel de guerre par le Reich. Mis en place à partir de 1916, il porte le nom du chef de l'état-major allemand durant la Première Guerre mondiale, Paul von Hindenburg. Les concepteurs de ce programme visent à accroître de façon importante la production d'armements et à accentuer la soumission de l'économie du Reich et de ses alliés aux besoins de la guerre qui se prolonge. 

## Contexte

### Situation militaire
Au cours de l'année 1916, Erich Ludendorff et Paul von Hindenburg prennent conscience, notamment au cours de la bataille de la Somme, que les Alliés ont engagé tous leurs moyens pour parvenir à la victoire.
De plus, au cours de l'été 1916, la situation militaire du Reich et de ses alliés apparaît compromise, dans un contexte marqué par les initiatives alliées, à l'Est, à l'Ouest, dans les Alpes et dans les Balkans. En effet, les succès défensifs des puissances centrales ne masquent ni l'usure des armées de la quadruplice, tant du point de vue humain que matériel, ni la supériorité matérielle des armées alliées.

### La Grande Guerre, une guerre de coalitions

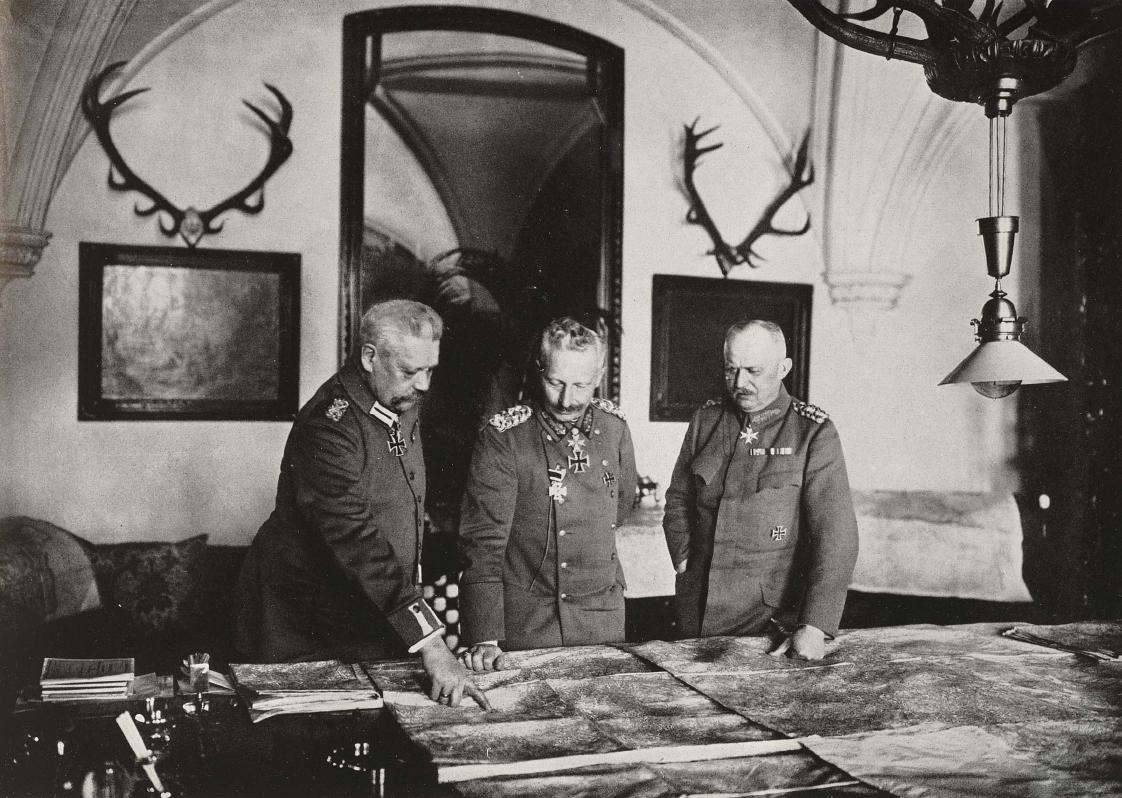
Paul von Hindenburg, Guillaume II et Erich Ludendorff à Pless au mois de janvier 1917 guerre mondiale.

L'été 1916 est aussi marqué par une refonte de la conduite de la guerre au sein de la Quadruplice : le 29 août, Paul von Hindenburg et Erich Ludendorff sont nommés à la tête de l'Oberste Heeresleitung, le commandement militaire allemande, tandis que Guillaume II exerce le commandement nominal de l'ensemble des armées de la Quadruplice.
Cette évolution sanctionne en réalité l'inégalité réelle entre les différents alliés de la Quadruplice. En effet, le Reich est alors le principal fournisseur de ses alliés en matières premières et en matériel de guerre, leur garantissant les moyens de se maintenir dans le conflit, sans pour autant toujours disposer de contreparties : la double monarchie fournit des obusiers lourds et du bois, tandis que la Bulgarie et l'empire ottoman, dont l'effort de guerre est pris en charge par le Reich et son industrie de façon quasi exclusive, ne sont pas en mesure de fournir des compensations aux livraisons allemandes.

### Une nécessaire rationalisation
Alors que les armées de quadruplice piétinent, les principaux acteurs de l'économie allemande prennent conscience de la nécessité de mettre en place une économie de guerre et de réorganiser la production afin de satisfaire les besoins des armées de la quadruplice ; un état-major économique est envisagé par les principaux industriels et par les Dioscures pour planifier et gérer de façon rigoureuse l'effort de guerre du Reich.

## Mise en place et principes
Le programme Hindenburg se caractérise par une forte centralisation dans le domaine de la définition des besoins et, liée à cette centralisation, une grande rapidité d’exécution des décisions prises.

### Mise en place
Dès son arrivée comme adjoint du chef d'état-major allemand, Erich Ludendorff, le principal initiateur des projets allemands de mobilisation économique à partir de ce moment, présente au chancelier du Reich, Theobald von Bethmann Hollweg, un projet visant à rationaliser l'économie de guerre allemande.
Signé par son supérieur Paul von Hindenburg le 31 août 1916, le courrier numéro « 33825-op » prescrit une augmentation de la production de matériel de guerre ; il est complété en novembre par deux autres propositions de réorganisation du ministère de la guerre prussien, prévoyant la mise en place d'un Kriegsamt, chargé du strict contrôle des allocations de matières premières, de l'affectation de la main d’œuvre, de la production de matériel de guerre, de la gestion du commerce extérieur du Reich, de la politique de rationnement de la population civile.

### Allocation centralisée des ressources
Les concepteurs du plan mettent en place divers organismes destinés à répartir les matières premières disponibles ; ces comités, dotés de pouvoirs discrétionnaires, fixent les priorités et déterminent les productions prioritaires.
Un comité est ainsi mis dès le 1er décembre 1916 en place pour contrôler les allocations de matières premières aux entreprises ; sous couvert d'encouragement les fusions d'entreprises, le comité organise la fermeture de nombreuses PME, en imposant l'arrêt des livraisons de matières premières, entraînant la réduction de leur activité, voire leur fermture.
Au début de l'année 1917, est installé un Reichskohlkommissar, chargé de l'approvisionnement en charbon des civils et des militaires. Il ne peut intervenir dans la production, mais peut faire saisir les stocks et les allouer à un usage spécifique

### Mise en œuvre rapide de projets innovants
Pour faite face à la pénurie de matières premières, les industriels du Reich multiplient les projets de recherche, mais les résultats de ces recherches aboutit à créer des produits de moindre qualité. Ainsi, des alliages innovants sont ainsi créés, mais ils demeurent moins résistants que les métaux employés avant le conflit.  

### Exploitation économique des territoires conquis
Les territoires conquis sont aussi mis à contribution, par le biais de réquisitions importantes, tandis que des contributions exceptionnelles sont massivement levées pour subvenir aux frais de l'administration militaire.
Ainsi, par exemple dans le royaume de Pologne, de sévères réquisitions de denrées alimentaires sont organisées, les forêts sont pillées pour les besoins du Reich, des déportations de main d’œuvre vers le Reich sont mises en place.

## Résultats
Programme économique risqué, le programme Hindenburg se trouve limité par les multiples goulots d'étranglement dans l'économie du Reich.

### Standardisation de la production
La massification de la production oblige les responsables économiques du Reich à mettre en place une production standardisée. Ainsi, par exemple, les calibres des pièces d'artillerie sont uniformisés, aboutissant à la constitution d'un parc d'artillerie comportant 5 calibres. 

### Augmentation de la production
En 1918, les objectifs chiffrés de la planification sont remplis. Tous les indicateurs établis donnent l'impression d'objectifs atteints. 
Les objectifs de production de pièces d'artillerie sont ainsi tous dépassés ; ainsi, en juillet 1918, avant le déclenchement de la dernière offensive allemande sur le front de l'Ouest, le principal parc d'artillerie du Reich, près de Cologne, compte près de 3 500 canons de 77 et 2 500 pièces de 105.
Les stocks de cette réserve sont à peine entamés en novembre 1918 ; en effet, les parcs débordent de matériels et les stocks de munitions sont remplis au mois d'octobre 1918.

### Limites
La constitution de ces stocks impressionnants masque cependant le manque récurrents de soldats à partir de la fin de l'année 1916. Ainsi, les batteries d'artillerie créées grâce aux moyens utilisés sont souvent parquées dans les magasins de l'armée, faute de servants ; de plus, le manque de chevaux rend leur acheminement vers le front hasardeux en l'absence de moyens de transports.
De plus, l'augmentation de la production a éloigné du front de nombreux ouvriers spécialisés : ils étaient 1 190 000 ouvriers au mois d'août 1916, ils sont 2 154 000 au 1er janvier 1918 ; parmi ces ouvriers, on recense 738 000 sursitaires lors de la mise en place du plan, et 1 097 000 en janvier 1918. Cette ponction remet en cause les capacités offensives de l'armée allemandes ; de plus, cette ponction et ses conséquences militaires illustrent parfaitement les limites des possibilités de mobilisation du Reich dans un conflit meurtrier et prolongé. 
Puis, la mobilisation de la population pour la satisfaction des besoins en armes de l'armée crée des pénuries de main d’œuvre et de matières premières dans les autres secteurs de l'économie : ainsi, les besoins de l'agriculture, méprisés par les militaires, sont négligés, créant les conditions de la pénurie alimentaire qui sévit dans le Reich en 1918. 
Enfin, la croissance importante de la commande de guerre oblige les responsables économiques du Reich à créer massivement de la monnaie pour financer le conflit : cette politique revient à affaiblir le Mark, en générant une forte inflation .

### Conséquences

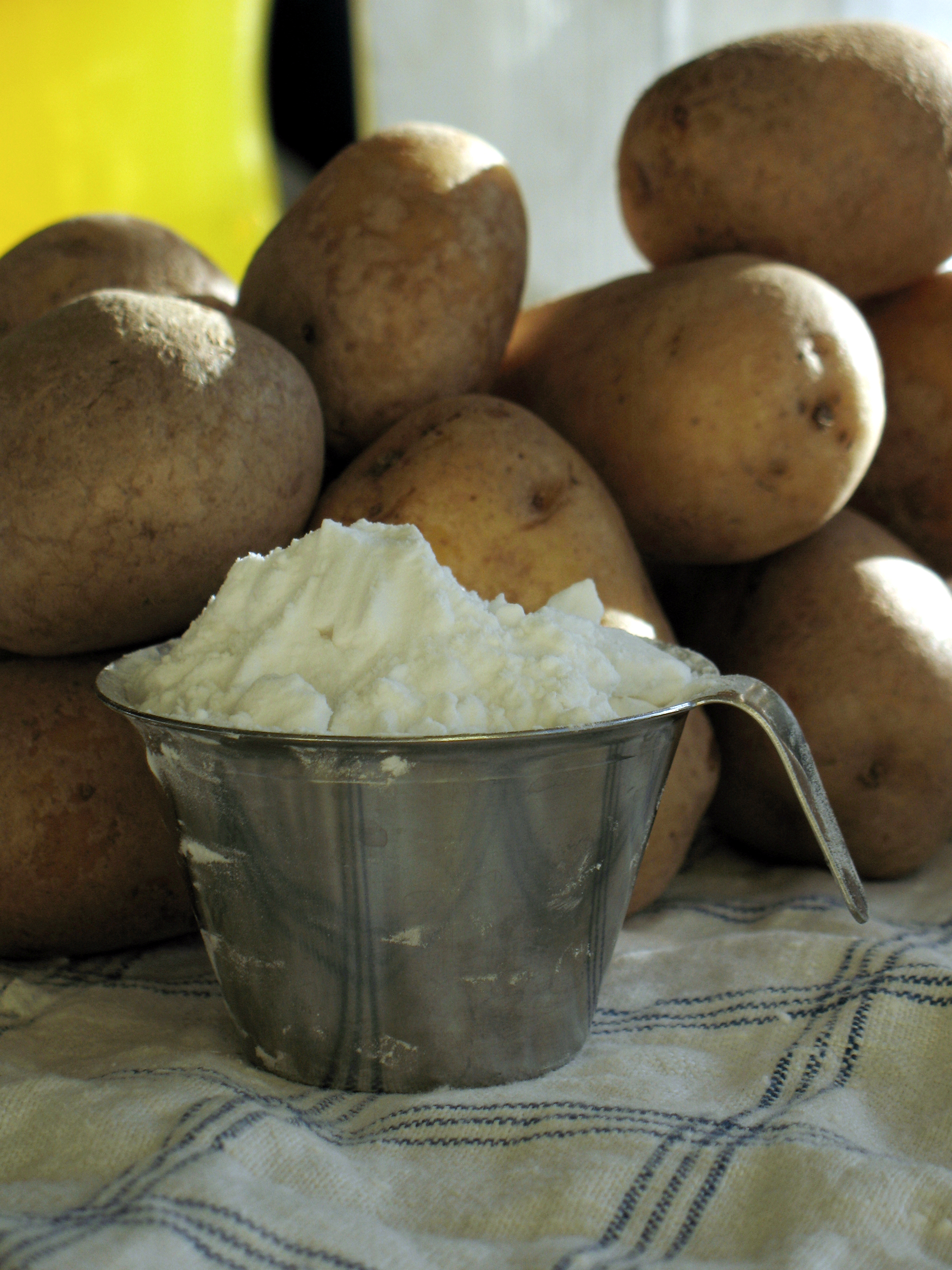
La fécule de pomme de terre, ici au premier plan, est utilisé dans fabrication du pain de guerre allemand.

La satisfaction à court terme des besoins de l'armée en équipements épuise l'économie et génère un mécontentement diffus dans la population soumise à des pénuries toujours plus importantes au fil du conflit. De plus, les populations urbaines deviennent méfiantes voire haineuses à l'encontre des populations rurales, soupçonnées de garder les denrées alimentaires pour leur consommation ou pour les vendre au prix fort. 
Dans le même temps, handicapée par les ponctions en hommes, en carburant et en machines, la production agricole chute de façon spectaculaire dès 1916, entraînant une hausse des prix des denrées alimentaires. la baisse de la production et son corollaire, la hausse des prix alimentaire, conduisent le pays au bord de la famine dès le début de l'année 1918. 
Dans le temps, les Ersatz règnent en maître dans l'alimentation des citadins. Ainsi, au début de l'année 1918, le pain de guerre est fabriqué à partir de la farine mélangé à de la fécule de pomme de terre auxquels on ajoute de l'argile, de la pâte à modeler et de la sciure de bois. 
Enfin, à la faveur de la rationalisation de l'économie allemande, les services d'Erich Ludendorff s'immiscent tous les jours davantage dans la vie politique et administrative, instituant en 1918 une dictature militaire de fait, tandis que l'empereur se montre de moins en moins capable de s'imposer au chef d'état-major adjoint, toujours respectueux de la personne impériale, certes, mais très autoritaire dans ses échanges avec l'empereur Guillaume.

### Traductions
1. ↑  Commandement suprême de l'armée.
2. ↑  Commissaire du Reich pour le charbon.